# لوسيان نات
لوسيان نات (بالفرنسية: Lucien Nat)‏ هو ممثل فرنسي، ولد في 11 يناير 1895 بباريس في فرنسا، وتوفي في 25 يوليو 1972 في فرنسا.

## أعمال

### أفلام
- (1964) هذه علاقة خاصة

## وصلات خارجية
- لوسيان نات على موقع IMDb (الإنجليزية)
- لوسيان نات على موقع ألو سيني (الفرنسية)
- لوسيان نات على موقع أول موفي (الإنجليزية)
- لوسيان نات على موقع قاعدة بيانات الأفلام السويدية (السويدية)
- لوسيان نات على موقع قاعدة بيانات الفيلم (الإنجليزية)
- لوسيان نات على موقع كينوبويسك (الروسية)